# Eugenio Prandi
Eugenio Prandi (Palermo, 1901 – ...) è stato uno scrittore italiano.

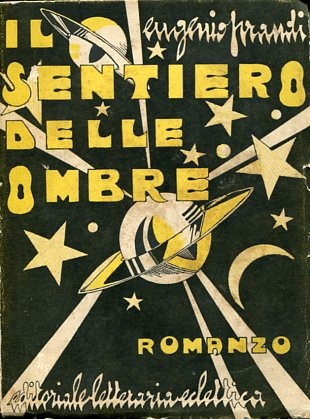
Il sentiero delle ombre di Eugenio Prandi, Roma, Edizioni Letteraria Eclettica, 1933.

È ricordato anche come uno dei precursori della fantascienza in Italia tra le due guerre grazie al suo romanzo Il sentiero delle ombre (1933).

## Biografia
Nacque a Palermo nel 1901 e si laureò in lettere e filosofia, divenendo in seguito studioso di economia politica, sociale e amministrativa, e di paleogeografia.
Durante la seconda guerra mondiale fu avverso al regime fascista e i suoi libri vennero più volte sequestrati (alcuni già in tipografia); quando il suo libro Sonagliere sulla via del meriggio fu pubblicato nel 1942, fu immediatamente sequestrato dalle autorità fasciste e poco dopo lo stesso Prandi venne arrestato e deferito al tribunale speciale.
Venne recluso nel campo di internamento civile di Isernia, dal quale evase nel 1943, entrando nelle forze partigiane.
Il suo romanzo Il sentiero delle ombre (1933), una delle opere della fantascienza in Italia tra le due guerre, narra della straordinaria invenzione di uno scienziato italiano, grazie alla quale è possibile moltiplicare all'infinito le risorse intellettuali dell'essere umano, il che fa sì che sia possibile viaggiare con la mente indietro nel tempo, oltre il remoto passato dell'umanità.

## Opere
(parziale)

### Romanzi
- Il sentiero delle ombre, Editoriale Letteraria Eclettica, Roma, 1933
- Il cimitero dei giganti, Editoriale Letteraria Eclettica, Roma, 1933
- Il grande allievo, Editoriale Letteraria Eclettica, Roma, 1933
- Sull'arcione dell'ultima speranza, Edizioni Palatino, 1936
- Alla taverna del diavolo zoppo, Edizione Palatino, 1936
- Sonagliere sulla via del meriggio, 1942 (raccolta di racconti)
- Politici, Ed. Tapra, Roma, 1946
- L'evaso dalla palude, Edizioni Tapra
- La preda, Edizioni Palatino
- La battona, Edizioni Italiane di Letteratura e Scienze
- Dente di lupo, illustrazioni di Piero Pierozzi, I Centauri Editrice, 1970
- Dove vai tutta nuda?, Letteraria Eclettica Editrice, 1974
- Lo sguardo della sfinge, Edizioni culturali italiane, 1976